# Chipiu à moustaches
Incaspiza laeta
Espèce
Statut de conservation UICN

 LC  : Préoccupation mineure
Le Chipiu à moustaches (Incaspiza laeta) est une espèce de passereau appartenant à la famille des Thraupidae.

## Répartition
Il est endémique au Pérou.